# Командный чемпионат Европы по шахматам 1980
7-й командный чемпионат Европы по шахматам
Финал седьмого командного чемпионата Европы по шахматам проходил с 19 по 27 января 1980 в Скара (Швеция). 16 команд (по 8 основных и 2 запасных участника). Порядок проведения: 6 полуфиналов и финал.
Полуфиналы проводились в 2 круга (5-й полуфинал — в один).

## Полуфиналы

### 1-я группа
Югославия (команды Алжира и Испании отказались от участия в чемпионате);

### 2-я группа
1. Англия — 21½ очко, 2. ФРГ — 21, 3. Уэльс — 5½;

### 3-я группа
1. Израиль — 19, 2. Нидерланды — 19 (нидерландские шахматисты проиграли матч команде Израиля), 3. Австрия — 10;

### 4-я группа
1. ЧССР — 19½, 2. Польша — 15, 3. Швейцария — 13½;

### 5-я группа
1. Венгрия — 9½, 2. Швеция — 8½, 3. Румыния — 6;

### 6-я группа
1. Болгария — 10, 2. Греция — 6 (команда Дании от участия в чемпионате отказалась).

## Финал
Из 5-го полуфинала в финал попали 2 команды, из остальных — по одной. Советские шахматисты были допущены в финал без отборочных соревнований как победители 6-го чемпионата Европы.
В финале команда СССР, сыграв 2 первых матча вничью (с шахматистами Англии и Венгрии), выиграла затем все остальные матчи и заняла 1-е место — 36½ очков. 2-е место у шахматистов Венгрии — 29 очков, 3-е — у команды Англии — 28½ очков.
| № | Команда      | 1  | 2  | 3  | 4  | 5  | 6  | 7  | 8  |  | + | − | = | Очки |
| - | ------------ | -- | -- | -- | -- | -- | -- | -- | -- |  | - | - | - | ---- |
| 1 | СССР         |    | 4  | 4  | 5  | 6  | 5½ | 6  | 6  |  | 5 | 0 | 2 | 36½  |
| 2 | Венгрия      | 4  |    | 5  | 4½ | 4  | 4½ | 3½ | 3½ |  | 3 | 2 | 2 | 29   |
| 3 | Англия       | 4  | 3  |    | 6  | 3½ | 3½ | 4  | 4½ |  | 2 | 3 | 2 | 28½  |
| 4 | Югославия    | 3  | 3½ | 2  |    | 5  | 4½ | 5½ | 4½ |  | 4 | 3 | 0 | 28   |
| 5 | Болгария     | 2  | 4  | 4½ | 3  |    | 3  | 6  | 5  |  | 3 | 3 | 1 | 27½  |
| 6 | Чехословакия | 2½ | 3½ | 4½ | 3½ | 5  |    | 3  | 4  |  | 2 | 4 | 1 | 26   |
| 7 | Израиль      | 2  | 4½ | 4  | 2½ | 2  | 5  |    | 5  |  | 3 | 3 | 1 | 25   |
| 8 | Швеция       | 2  | 4½ | 3½ | 3½ | 3  | 4  | 3  |    |  | 1 | 5 | 1 | 23½  |

## Составы команд-призёров
| СССР - А. Карпов - М. Таль - Т. Петросян - Л. Полугаевский - Е. Геллер - Ю. Балашов - О. Романишин - Р. Ваганян - A. Юсупов - Г. Каспаров | Венгрия - Л. Портиш - 3. Рибли - А. Адорьян - Д. Сакс - И. Чом - И. Фараго - Л. Вадас - Й. Пинтер - П. Лукач - Л. Хазаи | Англия - Э. Майлс - М. Стин - Дж. Нанн - Дж. Спилмен - Р. Кин - У. Хартстон - Дж. Местел - Р. Беллин - П. Литтлвуд - С. Уэбб |

## Лучшие личные результаты по доскам
- 1-я — Э. Майлс — 4½ очка из 7;
- 2-я — С. Глигорич — 5½ из 7;
- 3-я — Дж. Нанн — 5 из 7;
- 4-я — Л. Полугаевский — 4½ из 7;
- 5-я — Е. Геллер — 4 из 6;
- 6-я — Л. Фтачник — 6 из 7;
- 7-я — О. Романишин — 4 из 6;
- 8-я — Р. Ваганян — 4½ из 6;
- 9-я — А. Юсупов — 3½ из 4;
- 10-я — Г. Каспаров — 5½ из 6.